# Joey Baron
Joey Baron (født 26 juni 1955 i Richmond, Virginia, USA) er en amerikansk avantgarde jazztrommeslager.
Baron er nok mest kendt fra sit samarbejde med Bill Frisell og Steve Kuhn.
Han har også spillet med Randy Brecker , Dizzy Gillespie , Art Pepper , John Scofield , David Bowie og Michael Jackson.